# Fei Junlong
Fei Junlong (chino simplificado 费俊龙; chino tradicional 費俊龍; nacido en 1965) es un taikonauta chino. Fei Junlong se convirtió en el segundo taikonauta en viajar al espacio como parte del programa Shenzhou.
Nacido en Suzhou, en la provincia de Jiangsu, fue reclutado por las Fuerzas Aéreas del Ejército Popular de Liberación en 1982 con 17 años.
El coronel Fei fue seleccionado como astronauta el año 1998. Era uno de los cinco posibles candidatos para tripular la misión Shenzhou 5, aunque finalmente fue elegido Yang Liwei. El 12 de octubre de 2005 voló como comandante de la misión Shenzhou 6, acompañado por el ingeniero de vuelo Nie Haisheng.
Se casó en 1991 y tiene un hijo. Durante su tiempo libre se interesa por las bellas artes.